# Vuelta a Burgos femminile
La Vuelta a Burgos femminile (es. Vuelta a Burgos Feminas) è una corsa a tappe femminile di ciclismo su strada che si svolge in  Spagna, nella provincia di Burgos. Fondata nel 2015 come corsa dilettantistica, nel 2019 viene inclusa nel calendario internazionale UCI come prova di classe 2.1; dal 2021 diventa prova dell'UCI Women's World Tour. L'edizione 2020, inclusa inizialmente nel calendario UCI Women's ProSeries, non venne svolta a causa della pandemia di COVID-19.

## Albo d'oro
Aggiornato all'edizione 2025.
| Anno | Vincitrice                                       | Seconda                                          | Terza                                            |
| ---- | ------------------------------------------------ | ------------------------------------------------ | ------------------------------------------------ |
| 2015 | Belén López                                      | Gloria Rodríguez                                 | Julija Ilynich                                   |
| 2016 | Mavi García                                      | Anna Kiesenhofer                                 | Eider Merino                                     |
| 2017 | Eider Merino                                     | Femke Verstichelen                               | Roos Hoogeboom                                   |
| 2018 | Beatriu Gómez Franquet                           | Henrietta Colborne                               | Enara López Gallastegi                           |
| 2019 | Stine Borgli                                     | Soraya Paladin                                   | Mavi García                                      |
| 2020 | non disputata a causa della pandemia di COVID-19 | non disputata a causa della pandemia di COVID-19 | non disputata a causa della pandemia di COVID-19 |
| 2021 | Anna van der Breggen                             | Annemiek van Vleuten                             | Demi Vollering                                   |
| 2022 | Juliette Labous                                  | Évita Muzic                                      | Demi Vollering                                   |
| 2023 | Demi Vollering                                   | Shirin van Anrooij                               | Ashleigh Moolman-Pasio                           |
| 2024 | Demi Vollering                                   | Évita Muzic                                      | Karlijn Swinkels                                 |
| 2025 | Marlen Reusser                                   | Elisa Longo Borghini                             | Yara Kastelijn                                   |

## Statistiche

### Vittorie per nazione
Aggiornato all'edizione 2025.
| Pos. | Nazione     | Vittorie |
| ---- | ----------- | -------- |
| 1    | Spagna      | 4        |
| 2    | Paesi Bassi | 3        |
| 3    | Francia     | 1        |
| 3    | Norvegia    | 1        |
| 3    | Svizzera    | 1        |